# Savuti Airport
Savuti Airport är en flygplats i Botswana.   Den ligger i distriktet North-West, i den norra delen av landet, 700 km norr om huvudstaden Gaborone. Savuti Airport ligger 936 meter över havet.
Terrängen runt Savuti Airport är mycket platt. Trakten runt Savuti Airport är nära nog obefolkad, med mindre än två invånare per kvadratkilometer.. Det finns inga samhällen i närheten.
Omgivningarna runt Savuti Airport är huvudsakligen savann.